# 阿尔瓦尔·阿尔托
胡戈·阿尔瓦尔·亨里克·阿尔托（芬蘭語：Hugo Alvar Henrik Aalto，1898年2月3日—1976年5月11日），芬兰建筑师和设计师。他的设计作品包括建筑、家具、布料、玻璃器皿，以及雕塑和绘画，尽管他不认为自己是一位艺术家，只是把绘画和雕塑看成是“主干为建筑的大树上的分支”。

## 生平
阿尔托的职业生涯早期时芬兰正处于20世纪上半叶的快速经济发展和工业化的阶段，因此他的顾客有很多企业家。他的职业生涯横跨1920年代至1970年代，在他的作品风格中得到体现：他的早期作品风格为北欧古典主义，1930年代时为理性国际风格的现代主义，1940年代之后则更多地转向有机现代主义。贯穿他整个职业生涯的一个关注是作为整体艺术的设计，当中他，连同他的第一位夫人爱诺·阿尔托一起，不仅仅只设计建筑本身，并且也特别关注内部装潢的表面，以及为建筑专门设计家具、灯具、面料和玻璃器皿等。他的家具设计被认为是北欧现代风格，注重材料特别是木料的选择、简化但同时也是技术上的试验，这给他带来一些制作工艺如弯曲木料上的专利。
由阿尔托自己设计的阿尔瓦尔·阿尔托博物馆座落在被认为是他的家乡的于韦斯屈莱市。

## 外部連結
- 阿尔瓦尔·阿尔托基金会网站 （页面存档备份，存于） （文） （英文）
- Alvar Aalto's Savoy Vase (1936) （页面存档备份，存于）